# Dioscorea margarethia
Dioscorea margarethia är en enhjärtbladig växtart som beskrevs av G.M.Barroso, E.F.Guim. och Dimitri Sucre Benjamin. Dioscorea margarethia ingår i släktet Dioscorea och familjen Dioscoreaceae. Inga underarter finns listade i Catalogue of Life.